# Tormenta de espadas
Tormenta de espadas (A Storm of Swords) es el tercer libro de la saga de literatura fantástica Canción de hielo y fuego y su autor es George R. R. Martin. El original en inglés se publicó en agosto del 2000 en el Reino Unido, en noviembre del mismo año en Estados Unidos y en junio de 2005 en España.
Esta novela es la más extensa de la serie hasta el momento. Es tan larga que los editores decidieron publicarla en varios tomos: en el Reino Unido se dividió en dos partes, en Francia se dividió en cuatro, etc. En España se hicieron dos tomos de más de 600 páginas cada uno, se publicaron simultáneamente y se vendieron juntos.
La primera parte de esta novela tuvo su adaptación cinematográfica en la tercera temporada de la serie televisiva Juego de Tronos de HBO durante el 2013.

## Resumen del argumento
Tormenta de espadas retoma la historia dónde acaba su predecesora Choque de reyes. Los Siete Reinos están inmersos en la llamada Guerra de los Cinco Reyes, qué ahora cuenta tan solo de cuatro pretendientes reales: Robb Stark, Joffrey Baratheon, Balon Greyjoy y Stannis Baratheon luchando por afianzar sus coronas. El intento de Stannis Baratheon de tomar la ciudad de Desembarco del Rey fracasa debido a la nueva alianza entre la casa Lannister, la casa Tyrell y la casa Martell, aunque los ejércitos de esta última no toman partido en la lucha. Mientras, en el Muro, un gran ejército de salvajes liderados por Mance Rayder avanza hacia el sur, con las reducidas fuerzas de la Guardia de la Noche como única resistencia. En el lejano este, Daenerys Targaryen va a la Bahía de los Esclavos con la esperanza de encontrar y movilizar fuerzas suficientes para retomar el Trono de Hierro.

### En el Norte y en la Tierra de los Ríos
Brienne de Tarth escolta al prisionero Jaime Lannister desde Aguasdulces en bote cuando este es enviado por orden de Catelyn Stark a Desembarco del Rey. Su misión es intercambiar a Jaime por Arya y Sansa Stark en Desembarco del Rey. Pero Edmure Tully acusa a Jaime de haber escapado de su cautiverio y envía a los vasallos de la casa Tully a perseguirlos. Jaime se pasa casi todo el tiempo insultando a Brienne por su fealdad y su gran tamaño, pese a su fuerza y su dominio de la espada. Se ven forzados a abandonar el río y en tierra son capturados por los Titiriteros Sangrientos y son llevados a Harrenhal, fortaleza que Roose Bolton ha dejado bajo su mando. El líder del grupo, Vargo Hoat, corta la mano de la espada de Jaime. Roose Bolton no se inmuta por el comportamiento salvaje de su vasallo y envía a Jaime hacía Desembarco y su saludo a Lord Tywin, cosa que a los dos presos les parece extraña. Desafortunadamente, Brienne queda a merced de Vargo Hoat, que la tira a un pozo para que luche con un oso. En un arranque de caballerosidad, Jaime vuelve y salva a Brienne de una muerte segura. Mientras escapan, Jaime Lannister le dice a los Bolton que le den recuerdos a Robb Stark de su parte.
El ejército de Robb vuelve triunfante a Aguasdulces, tras haber aplastado a pequeñas dotaciones de la Lannister en el oeste. Aun así, Robb está furioso con su tío Edmure: su plan era atrapar a Lord Tywin cuando avanzara hacia el oeste, pero la excesiva defensa de Aguasdulces de su tío le arruina la sorpresa. Catelyn enfurece cuando se entera de que su hijo Robb se ha casado con Jeyne Westerling, vasalla de los Lannister, violando su compromiso con una de las doncellas de la casa Frey. Robb se defiende diciendo que no tuvo elección: Jeyne lo consoló cuando estaba herido, supo de la supuesta muerte de Bran y Rickon y de la destrucción de Invernalia. Esto le cuesta perder el apoyo de los Frey. Además, uno de sus aliados, Lord Rickard Kastark, jefe de la casa Karstark, ha asesinado a dos Lannister prisioneros de guerra y es ejecutado como traidor, por lo que sus tropas se retiran. Por si esto fuera poco, la infantería de Robb, dirigida por Robett Glover, es atrapada entre Lord Randyll Tarly y ser Gregor Clegane, y una tercera parte de las fuerzas de los Stark es aniquilada. Robb se ve pues en una situación muy comprometida, teniendo en cuenta que sus tierras están ahora en manos de la casa Greyjoy.
Pese a todo, Robb tiene un nuevo plan para tomar Foso Cailin a los Greyjoy y forzarles así a retirarse del Norte. Catelyn se muestra de acuerdo con el plan, pero insta a su hijo a que se gane de nuevo el ahora dudoso apoyo de la casa Frey. Las fuerzas de Robb Stark se ven aumentadas con la captura del ejército de Lord Roose Bolton de Harrenhal y llega a Los Gemelos para negociar con Lord Walder Frey, donde se acuerda que, para reparar la deshonra que Robb ha causado a la casa Frey, Lord Edmure Tully deberá casarse con una de las hijas de Frey, Roslin, que resulta ser una atractiva y dulce mujer. Catelyn queda muy sorprendida por este hecho, ya que Lord Walder fácilmente podría haber forzado a Edmure a casarse con una chica fea o tonta.
La boda tiene lugar en Los Gemelos al cabo de pocos días y se da una gran fiesta para todos los señores y vasallos de los Stark, los Bolton y los Frey. La música se describe como terrible y, aunque puede parecer trivial, este hecho toma importancia un poco más tarde cuando empieza a sonar la canción de Las lluvias de Castamere. En ese momento los músicos se descubren como soldados armados y más soldados de los Bolton y los Frey entran en escena para matar a todos los soldados y los señores de los Stark, que están desprevenidos y ebrios. Catelyn, cuchillo en mano, toma a uno de los hijos de los Frey, al retrasado Aegon, y amenaza con matarlo si hieren a Robb. Pese a ello, Roose Bolton mata a Robb Stark mientras le dice que Jaime Lannister le envía recuerdos. Catelyn mata a su rehén y enloquece al ver a su hijo muerto, luego a ella también le cortan el cuello. La mayor parte de los señores norteños son asesinados o tomados como prisioneros en lo que pasa a conocerse como la Boda Roja, pero dos de ellos se libran: lady Maege Mormont y Lord Galbart Glover, que Robb había enviado a La Atalaya de Aguasgrises para forjar una alianza con Lord Howland Reed y así poder llevar a cabo su plan de atacar Foso Cailin.
Arya Stark y sus amigos se cruzan con un grupo de hombres llamados la Hermandad sin Estandartes, liderados por Lord Beric Dondarrion y el sacerdote rojo Thoros de Myr y cuya misión consiste en defender las tierras de los ríos de los señores de la guerra. El grupo se encuentra con Sandor Clegane, el protector del rey Joffrey, que corre al exilio tras la Batalla del Aguasnegras, y le retan a un juicio por combate. Clegane mata a Lord Beric Dondarrion y a cambio le dejan libre. Pero Arya ve asombrada como Thoros resucita a Lord Beric usando lo que él llama un regalo de R'hllor. Cuando Arya se cansa de seguir a la Hermandad y escapa al poco tiempo, es capturada por Sandor Clegane, que decide llevarle hasta su familia para devolverle a cambio de algún favor, así que se dirigen hacia el norte. Arya y Sandor están ya en los exteriores de Los Gemelos cuando tiene lugar la Boda Roja y, pese a los esfuerzos de Arya para entrar en el castillo y rescatar a su madre, Sandor la golpea para dejarla inconsciente y se la lleva río abajo. Arya tiene un sueño en que se convierte en su loba perdida, Nymeria, que ahora lidera una gran manada de lobos en las tierras de los ríos. En el sueño, Nymeria encuentra el cadáver de una mujer flotando en el río Forca Verde al sur de Los Gemelos, la arrastra fuera del agua y huye cuando oye a un grupo de hombres acercándose. Cuando despierta, Arya abandona la búsqueda de su madre y le dice al Perro que, en su sueño, su madre Catelyn estaba muerta.
Arya y Sandor se encuentran con un grupo de hombres de Gregor Clegane en una posada, Polliver y el Cosquillas. Se produce una lucha en la que los bandidos mueren (ambos estaban en la lista de personas a asesinar de Arya y uno de ellos porta a Aguja, el formidable florete que le regala Jon Nieve a ésta antes de marcharse al Muro, que se la habían arrebatado en una aldea al norte del Ojo de Dioses antes de ser llevada a Harrenhall) y Sandor resulta herido. Luego de seguir su camino, Arya lo abandona moribundo en un árbol y se dirige hacia la ciudad costera más cercana, Salinas, en el Tridente, dónde encuentra un barco de la ciudad libre de Braavos. Cuando el capitán de este se niega a llevarle hacia el norte, Arya le entrega la moneda de Jaqen H'ghar y le dice la frase valar morghulis (todos los hombres mueren). Él le contesta valar dohaeris (todos los hombres sirven), en Alto Valyrio, y le promete a Arya que tendrá un camarote en el barco en su viaje hacia Braavos.
En el epílogo, Merrett Frey acude a un parlamento con la Hermandad sin Estandartes, que tiene cautivo a uno de sus hermanos y exige un rescate monetario. Al llegar al punto de acuerdo, Merrett descubre que han ejecutado al prisionero por estar presente en la Boda Roja y por ayudar a matar a los invitados. El Frey exige que prueben sus acusaciones con algún testigo y entonces aparece una figura misteriosa que confirma que este estuvo presente en la matanza. Por último, Merrett es ahorcado tras la aclaración de lady Corazón de Piedra, quien resulta ser lady Catelyn revivida por R'hllor.

### En el Sur y en Desembarco del Rey
Davos Seaworth es arrastrado por las olas hasta un islote en el Mar Angosto, después de rozar la muerte en la ya famosa Batalla del Aguasnegras. Allí lo encuentra un vasallo de Stannis Baratheon, que lo lleva de vuelta a Rocadragón. Durante el viaje, Davos cree que la culpa de la derrota de Stannis (y la muerte de varios de sus hijos) la tiene la sacerdotisa roja, Melissandre, y por ello decide asesinarla. Pero nada más llegar a su destino es acusado de traición y arrestado: Melissandre vio su plan en las llamas. La sacerdotisa habla con Davos en la celda y le explica que Stannis fue derrotado porque ella no estuvo en la batalla y, tras pedirle lealtad hacia su rey, le explica la base de sus creencias: que no existen siete dioses sino dos, R'hllor, Señor de la Luz y del Fuego, y su enemigo, el Otro, señor de la Oscuridad y del Frío, cuya guerra se lucha desde el amanecer de los tiempos. Stannis libera a Davos y le pide que ejerza como Mano del Rey. Tras aceptar, Davos empieza a aprender a leer y a escribir, junto con su hijo pequeño, para ejercer mejor su nuevo cargo.
En Desembarco del Rey festejan la eliminación de la amenaza de Stannis Baratheon y reciben a los Tyrrell como sus liberadores. El rey Joffrey accede a repudiar su prometida, Sansa Stark, hija de la casa Stark, acusados de traición, a favor de lady Margaery Tyrell. Sansa es entonces obligada a casarse con Tyrion Lannister, que fue gravemente herido en la batalla, perdió la nariz y recibió otras heridas en la cara, pero trata a Sansa con gentileza y se niega a consumar su matrimonio hasta que ella no lo acepte. El papel de Mano del Rey pasa a su padre Tywin, mientras que a él lo relegan a un papel de mero consejero. Poco después es ascendido a Maestro de la Moneda para reemplazar a Meñique, que ha recibido el título de señor de Harrenhal a cambio de sus esfuerzos asegurando la alianza Tyrell-Lannister. Mientras, Balon Greyjoy se proclama Rey de las Islas del Hierro y del Norte y ofrece una alianza a Tywin Lannister, que este desdeña sin vacilar ya que tiene otros planes que no incluyen malvender la mitad del reino a estos nuevos traidores del trono de hierro.
En Rocadragón, Davos conoce a Edric Tormenta, uno de los bastardos del difunto rey Robert que Stannis mantiene a salvo de los Lannister. Davos es informado también de que Melisandre quiere sacrificar a Edric para ofrecer su sangre real a sus llamas y despertar así los dragones de piedra, que ella cree que son las grandes estatuas que guardan el castillo. Stannis rechaza esta opción pero a cambio da un poco de su sangre (mediante tres sanguijuelas) a las llamas junto con los nombre de tres hombres que quiere ver muertos: Balon Greyjoy, Joffrey Baratheon y Robb Stark.
Meñique parte de Desembarco del Rey hacia el Nido de Águilas con un nuevo plan: casarse con lady Lysa Arryn y forzarla a que dé su apoyo al rey Joffrey, a la par que se convierte en el nuevo Señor de Nido de Águilas. Tyrion sospecha de la creciente ambición de poder de Meñique, pero ya no está en su mano detenerlo.
Las noticias de la muerte de Robb Stark en la Boda Roja y de Balon Greyjoy, caído desde un puente por un golpe de viento en Pyke, llegan hasta Desembarco del Rey. Joffrey está eufórico y se alegra especialmente del hecho de que la cabeza del lobo de Robb haya sido cosida en el cuerpo de este así como de que el cuerpo de Catelyn haya sido tirado desnudo al Forca Verde. La boda entre Margaery y Joffrey tiene lugar y, en el banquete, Joffrey empieza a toser hasta caer muerto en el suelo tras haber bebido del vino que su tío Tyrion se ve obligado a servirle. Tyrion examina su cáliz sospechando que haya sido envenenado pero se da cuenta de que podría ser acusado del crimen. Rápidamente tira la copa pero varios testigos lo presencian y su hermana Cersei hace que lo arresten e inicia un proceso contra él. Sansa Stark se escabulle del castillo con la ayuda de Ser Dontos, el cual la lleva al mar junto a Meñique, que había estado escondido allí mientras hacía creer a todos que ya había partido hacia el Nido de Águilas. Además le confiesa a Sansa que él es el responsable de la muerte de Joffrey, manipulando a ciertos invitados de la boda.
Davos Seaworth aprende a leer y a escribir y una de las primeras cartas que recibe es la de la Guardia de la Noche, que envía misivas a todos los reyes suplicando ayuda contra Mance Ryder y los salvajes. El éxito del hechizo de Melisandre convence a Stannis para sacrificar a Edric Tormenta pero Davos lo envía en secreto al continente oriental esa misma noche. Stannis, al descubrirlo, se prepara para matar a Davos por traición pero se le permite leer la última carta llegada del Muro, que conmociona a Stannis y, lo que es más importante, a Melisandre.
Jaime Lannister y Brienne de Tarth llegan a Desembarco del Rey y se encuentran con una delicada situación: Tommen, hermano de Joffrey, ha heredado el trono pero aún no ha sido coronado; Tyrion es juzgado por regicidio y los Tyrell, especialmente ser Loras, acusan a Brienne de la muerte del rey Renly Baratheon, su amante. A ella le encierran en las mazmorras mientras que Jaime recupera su rango de Lord Comandante de la Guardia Real y se da cuenta de que su viaje y la pérdida de la mano le han hecho más predispuesto a cumplir con su deber. Rechaza la oferta de su padre de hacerlo heredero de Roca Casterly, enemistándose con este, y no se cree que Tyrion haya matado a Joffrey tal y como dice su hermana. Él le rechaza y decide permanecer fiel a sus votos.
Cersei, convencida de la culpabilidad de Tyrion, manipula a todos los que puede para que testifiquen en su contra. Lord Oberyn Martell de Dorne, que se encuentra en la ciudad para reclamar la cabeza de Gregor Clegane, el asesino de su hermana Elia, decide ofrecer su lanza a Tyrion para luchar por él en un juicio por combate contra el campeón que elija Cersei, que ambos saben que será ser Gregor, "la montaña que cabalga". Oberyn aparentemente sale victorioso de la batalla tras hacer caer a Gregor Clegane con una lanza envenenada pero, desafortunadamente, mientras Oberyn se regodea de su victoria, la Montaña consigue matarlo hundiéndole los ojos y aplastando su pecho y cráneo mientras le confiesa al oído que sí fue él quien violó y posteriormente mató a su hermana. Tyrion es condenado a muerte, pero escapa con la ayuda de Varys y Jaime, a la vez que este le revela que su primera mujer no era una prostituta como su padre le dijo. Tyrion ve este hecho como una traición imperdonable de su hermano y su padre por lo que jura vengarse de ambos; por ese motivo antes de partir del castillo decide ir a ver a su padre, en su camino se encuentra con su prostituta, Shae, a la cual asfixia por haber declarado en su contra, y luego al encontrarse con su padre le dispara con una ballesta, ensartando la femoral. A su hermano Jaime le revela que Cersei ha estado fornicando con un pariente en su ausencia.
Jaime libera a Brienne de su cautiverio tras persuadir a ser Loras y le regala la espada que su padre, Lord Tywin, ha reforjado a partir de la espada de acero valyrio de Eddard Stark. También le confiesa que la verdadera razón por la que rompió su juramento y asesinó al rey Aerys es que este tenía ocultos bajo la ciudad muchos barriles de fuego valyrio y planeaba destruir la ciudad en caso de que la asaltaran durante la Rebelión de Robert. Él llevó a cabo su acto más infame para salvar a los inocentes, aun sabiendo que nadie lo creería. Brienne parte entonces para seguir con su misión: encontrar a Arya y Sansa Stark y ponerlas a salvo.
Tras casarse en secreto Lysa Arryn y Meñique en los Dedos y esconder a Sansa bajo la figura de una hija bastarda de este último, parten hacia Nido de Águilas, donde Sansa vive temerosa de su psicótica tía, quien llega a intentar asesinarle tras ver como Meñique le besaba. Este salva a Sansa arrojando a Lysa por la puerta de la luna, enviándole a morir cientos de pies más abajo y culpando al juglar de Lysa, Marillion, del crimen. Justo antes de hacerlo, Lysa confiesa a Sansa que fue Meñique quien le convenció para que envenenara a su marido, Jon Arryn, y que culpara a los Lannister de ello.

### En el Muro y Más-allá-del-Muro
Jon Nieve sigue en compañía de los salvajes, tal como le ordenó Qorin Mediamano antes de morir. Conoce a Mance Rayder, el Rey-más-allá-del-Muro, que también había renegado de su condición de Hermano Juramentado de la Guardia de la Noche, según él, debido a la prohibición de llevar una capa que no fuera de color negro. Jon consigue convencerle de que ha cambiado de bando y se le integra en un grupo con Ygritte, al mando del cual está Styr, Magnar de Thenn. Acompañado de su fiel huargo, Jon contempla el vasto ejército que Mance ha conseguido reunir, incluyendo a los gigantes y a los mamuts de guerra.
Mientras, en el Puño de los Primeros Hombres, una conspiración pone en peligro la vida del Lord comandante Mormont; pero antes de que la traición se lleve a cabo, un cuerno de la guardia suena tres veces: la llamada que significaba la cercanía de los Otros. El Puño es atacado brutalmente por los espectros y por un ejército de muertos andantes. Los espectros consiguen traspasar las defensas pese al esfuerzo de los hermanos y comienzan a matar a todo el mundo. Samwell Tarly, quien no consigue enviar un cuervo mensajero al muro como aviso, y unos pocos, entre los que se encuentra el Viejo Oso, consiguen escapar del Puño, pero la mayor parte de los hombres perecen.
Los Salvajes llegan al Puño y descubren los restos de la batalla; Mance acusa a Jon de haberle mentido acerca del número de combatientes enemigos, pero Ygritte consigue convencerle de que Jon se ha pasado a su bando diciendo que Jon y ella se habían acostado juntos, y Jon se ve obligado a hacerlo para que ella no lo delate, en el lago de una cueva. Los ejércitos de Mance siguen en dirección al Muro.
Sam, por su parte, vuelve hacia el Torreón de Craster con los supervivientes de la batalla, pero, exhausto, se aleja de la fila principal y está a punto de perecer cuando un Otro les ataca. Consigue vencerle clavándole un puñal de obsidiana (vidriagon) que Jon le había regalado en el Puño, a costa de la vida de Paul el Pequeño, uno de sus hermanos juramentados. En el torreón, las tensiones y la desesperación hacen que algunos hermanos se rebelen, esto provoca la muerte de Mormont y la de Craster, Sam logra escapar llevándose a Elí, una de las mujeres, y a su hijo recién nacido. De vuelta al Muro, Sam y Elí son atacados por un ejército de espectros, a los que ni siquiera el puñal de vidriagón consigue dañar. Son salvados en el último momento por un hombre misterioso que cabalga un enorme alce y al que Sam apoda Manos Frías.
Bran y su grupo consiguen llegar hasta Corona de la Reina. Allí, mientras está metido en el cuerpo de Verano, consigue ayudar a un Jon herido a escapar de los salvajes, quienes han escalado el Muro y pretenden atacar el Castillo Negro por la retaguardia como distracción al gran ataque de Mance Rayder desde el Norte. Tras esto, Bran, Jojen, Hodor, Meera y Verano avanzan y llegan finalmente al Fuerte de la Noche, el ruinoso y desvencijado castillo antiguo de la Guardia de la Noche, en el que se encuentran con Sam y Elí. Sam reconoce a Bran y le dice que ManosFrías lo está esperando en una puerta mágica que permite atravesar el Muro por debajo. Bran y los demás cruzan La Puerta Negra tras recitar el mantra de la Guardia de la Noche. Sam promete no contarle a nadie este encuentro, ni siquiera a Jon.
Mientras, Jon consigue llegar al Castillo Negro antes que los salvajes y se libra una batalla en la que la Guardia de la Noche consigue la victoria. Ygritte perece tras desmoronarse un casquete de hielo sobre un edificio próximo. El ejército de Mance ataca por el Norte, y la Guardia, dada por perdida toda esperanza, consigue resistir durante toda la noche gracias a la comandancia de Jon, que es arrestado por traidor posteriormente bajo las órdenes de Ser Allister Thorne y Janos Slynt. A la llegada de Stannis y su ejército, que vienen a salvar el reino de la amenaza de los Otros junto con Melisandre, Jon consigue hacer prisionero a Mance y le quita el Cuerno del Invierno, con el que se podría destruir el Muro solo con hacerlo sonar. Stannis ofrece a Jon el título de Lord Stark, guardián del Norte, si apoya su movimiento, pero Sam y Elí llegan al Castillo Negro y Jon es entonces, como resultado de las artimañas de Sam, elegido nuevo Lord comandante de la Guardia de la Noche.

### En el Este
Tras su paso por Qarth, Daenerys Targaryen se dirige a la ciudad libre de Pentos para reencontrarse con Ilyrio Mopatis. Durante el viaje en barco, Ser Jorah Mormont convence a Daenerys que haga una parada en la Bahía de los Esclavos y reúna un ejército con el que conquistar los Siete Reinos. Así, Daenerys consigue a los Inmaculados y conquista las ciudades de Astapor, Yunkai y Meereen. En Meereen, descubre la verdadera identidad de Arstan Barbablanca, Barristan Selmy el Bravo, y lo perdona por haber servido durante el reinado de Robert Baratheon el Usurpador. También descubre que Ser Jorah Mormont, quien le declara su amor y lealtad en el camarote del barco antes de tomar tierra en la Bahía de los Esclavos, había estado pasando información sobre sus andanzas a Varys. Daenerys lo destierra y decide quedarse en Meereen para gobernar antes de poner rumbo a Poniente.

## Personajes protagonistas
| Nombre             | Localización                       | Resumen |
| ------------------ | ---------------------------------- | --- |
| Chett              | Más allá del Muro                  | Chett es un mayordomo de la Guardia de la Noche que se encuentra más allá del Muro en la expedición perpetrada por el Lord Comandante Jeor Mormont y que se desarrolla a lo largo de la obra Choque de reyes. Protagonista del prólogo de la obra, Chett traza una conspiración para asesinar al Lord Comandante, Samwell Tarly y a otros miembros, de manera que así puedan escapar de vuelta al Muro. Sin embargo, sus planes se verán frustrados por un sorprendente ataque de los Otros. |
|                    |                                    | |
| Jaime Lannister    | Tierras de los Ríos                | Hijo y heredero de Lord Tywin Lannister, Jaime era el comandante de los ejércitos de los Lannister y tomado prisionero por Robb Stark en la obra Juego de tronos. Prisionero desde entonces, fue liberado por orden de Catelyn Tully al final de la obra Choque de reyes y puesto bajo la custodia de Brienne de Tarth, con el objetivo de ser llevado a Desembarco del Rey para intercambiarlo por las hijas de Lady Catelyn. Por el camino, Jaime y Brienne serán interceptados por la Compañía Audaz de Vargo Hoat, mercenarios que deciden cercenarle la mano derecha y llevarlo al bastión de Harrenhal. |
|                    |                                    | |
| Catelyn Tully      | Tierras de los Ríos                | Tras liberar a Jaime Lannister, Catelyn cae en desgracia ante su hijo, el Rey en el Norte, Robb Stark, aunque decide perdonarla después de que contraiga matrimonio con Jeyne Westerling, rompiendo su compromiso con la Casa Frey. |
|                    |                                    | |
| Arya Stark         | Tierras de los Ríos                | Tras la marcha de Desembarco del Rey, Arya sigue, oficialmente, desaparecida. Tras conseguir escapar de Harrenhal junto a Gendry y Pastel Caliente al final de Choque de reyes, los tres se topan con la Hermandad sin Estandartes de Beric Dondarrion. Allí, será secuestrada por Sandor Clegane, también capturado por la Hermandad, el cual pretende llevarla a Aguasdulces para cobrar el rescate ante su madre, topándose entonces con los sucesos de la Boda Roja. |
|                    |                                    | |
| Tyrion Lannister   | Desembarco del Rey                 | Los Lannister resultan triunfantes de la Batalla del Aguasnegras, sin embargo, Tyrion se ve caído en el olvido; desfigurado por el ataque de un miembro de la Guardia Real, se encuentra convaleciente y Tyrion observa cómo ha sido reemplazado en su cargo de Mano del Rey por su padre, que ha asumido plenos poderes. En su lugar, Tyrion es nombrado nuevo Consejero de la Moneda por su padre y es concertado su matrimonio con Sansa Stark. |
|                    |                                    | |
| Davos Seaworth     | Rocadragón                         | Tras el desastre de la Batalla del Aguasnegras, la causa de Stannis Baratheon parece haberse derrumbado. Sin apenas apoyos, Stannis y Ser Davos se encuentran en la isla-fortaleza de Rocadragón. Davos es arrestado cuando intenta asesinar a Melisandre, a quien culpa de la derrota. Cuando parecía que iba a ser ejecutado por traición, Stannis le nombra su nueva Mano del Rey. |
|                    |                                    | |
| Sansa Stark        | Desembarco del Rey Nido de Águilas | Sansa se convierte en pieza de deseo de los Lannister y los Tyrell; éstos planean casarla con Willas Tyrell, el heredero de Altojardín, lo que produce que Lord Tywin Lannister concierte su matrimonio con su hijo Tyrion. Los sucesos en la boda entre el rey Joffrey Baratheon y Margaery Tyrell producen que Sansa se marche rumbo al Nido de Águilas con Petyr Baelish, quien se convertirá en su nuevo protector. |
|                    |                                    | |
| Jon Nieve          | Más allá del Muro                  | Tras ser atrapado por los salvajes de más allá del Muro, Jon es llevado ante Mance Rayder, el denominado «Rey-más-allá-del-Muro», donde descubre sus planes para cruzar el Muro e invadir los Siete Reinos. Jon se une a una partida de salvajes donde se encuentra Ygritte, los cuales tienen como objetivo escalar el Muro. Por el camino, Jon e Ygritte comenzarán a sentirse atraídos mutuamente e inician un romance, sin embargo, sus nuevos compañeros no saben que, el auténtico objetivo de Jon, es alertar a la Guardia de la Noche de su inminente ataque.                                         |
|                    |                                    | |
| Daenerys Targaryen | Essos                              | En Astapor, Daenerys consigue hacerse con el mando de los Inmaculados, soldados-esclavos entrenados desde niños. Tras saquear Astapor, el plan de Daenerys es conquistar el resto de la Bahía de los Esclavos con el objetivo de liberar a todos los esclavos que allí se encuentren. Con su recién reclutado ejército, el apoyo de los mercenarios de los Segundos Hijos y los Cuervos de la Tormenta, sus tres dragones, Jorah Mormont y un reaparecido Barristan Selmy, Daenerys pone sus miras en las ciudades de Yunkai y Meereen.                                                                       |
|                    |                                    | |
| Bran Stark         | El Norte                           | Bran y sus acompañantes abandonan una Invernalia en ruinas y siguen las visiones de Jojen Reed. Se dirigen rumbo más allá del Muro evitando los principales caminos, pues saben que se encuentran perseguidos por los hombres de los Bolton. |
|                    |                                    | |
| Samwell Tarly      | Muro                               | Samwell Tarly, hijo de Lord Randyll Tarly, es el mayordomo del Maestre Aemon y acude en la expedición del Lord Comandante Mormont más allá del Muro. Tras presenciar el ataque de los Otros y el motín en el Torreón de Craster, Sam escapa de vuelta al Muro junto a la joven Elí. |
|                    |                                    | |
| Merrett Frey       | Tierras de los Ríos                | Merrett es uno de los hijos de Lord Walder Frey y protagoniza el epílogo de la obra. Tras los sucesos de la Boda Roja, Merrett es el encargado de acudir a pagar el rescate a la Hermandad sin Estandartes, después de que secuestraran a uno de los nietos de Lord Frey. |

## Premios y nominaciones
Esta novela estuvo nominada al premio Nébula de 2002 como Mejor Novela y fue la primera de la saga en estar nominada al premio Hugo de fantasía y ciencia ficción en 2001 pero finalmente recayó en Harry Potter y el cáliz de fuego. Pero ganó los premios Locus de 2001 y Geffen de 2002,
Tormenta de espadas alcanzó el puesto número 6 de la lista de Best Sellers del New York Times durante la semana del 10 de julio de 2011.